# Университетска болница (Пловдив)
Университетската многопрофилна болница за активно лечение „Свети Георги“ е държавна университетска болница в структурата на Медицинския университет в Пловдив. В града е известна също като Държавната болница.

## История
След Освобождението през 1879 г. в Пловдив е открита болница на червено-кръстката организация „Свети Пантелеймон“. Тя е първата голяма болница в Източна Румелия. По-късно е преобразувана в Държавна болница.
Със създаването на Медицинския факултет в Пловдивския държавен университет през 1945 г. болничната база е обявена за факултетска болница, база за клинично обучение на медицинските кадри. През нея минават бъдещи изтъкнати дейци на медицинската наука и образование като лечители, учени и педагози, оставяйки дълбока диря. В следващите години базата на болницата се разширява значително чрез пристрояване и надстрояване на съществуващите сгради.
През 1980 г. са завършени блок на хирургическите клиники, аптечен блок, хранителен блок, перилен блок, парна централа и др. върху нов терен на бул. „Пещерско шосе“, наричан от пловдивчани „Хирургиите“. Благодарение на значителните валутни постъпления от обучението на чуждестранни студенти в болницата са доставени медицинска апаратура и техника от реномирани западни производители, която се използва в диагностично-лечебния и образователния процес.
Днешната Университетска МБАЛ „Свети Георги“ е разположена в 2 бази в Пловдив: „Терапевтични клиники“ (на бул. „Васил Априлов“ 15а) и „Хирургичен блок“ (на бул. „Пещерско шосе“ 66).
Между тях съществува ведомствена транспортна връзка за придвижване на болни, лекари и консултанти. Болницата разполага с 1435 легла, чиято използваемост достига 80-90 %. Персоналът включва над 600 лекари и специалисти с висше медицинско образование, подпомагани от почти 1000 лаборанти, медицински сестри и техници.
Болницата се е утвърдила като основен център за обслужване на спешни състояния на болни от града и области от Южна България. Тя е сред утвърдените центрове, включени в програмата за донорство на органи и тъкани за трансплантация. Изпълнява функциите на:
- районна болница – за районите „Тракия“, Централен, Западен (квартал „Смирненски“) в Пловдив;
- областна болница – вкл. за общините Асеновград и Първомай;
- междуобластна болница – вкл. за областите Пазарджик, Смолян, Кърджали и Хасково.